# Pelagothuriidae
Famille
Les Pelagothuriidae sont une famille d'holothuries (concombres de mer) abyssales de l'ordre des Elasipodida. Ces espèces ont la rare particularité de pouvoir nager.

## Caractéristiques

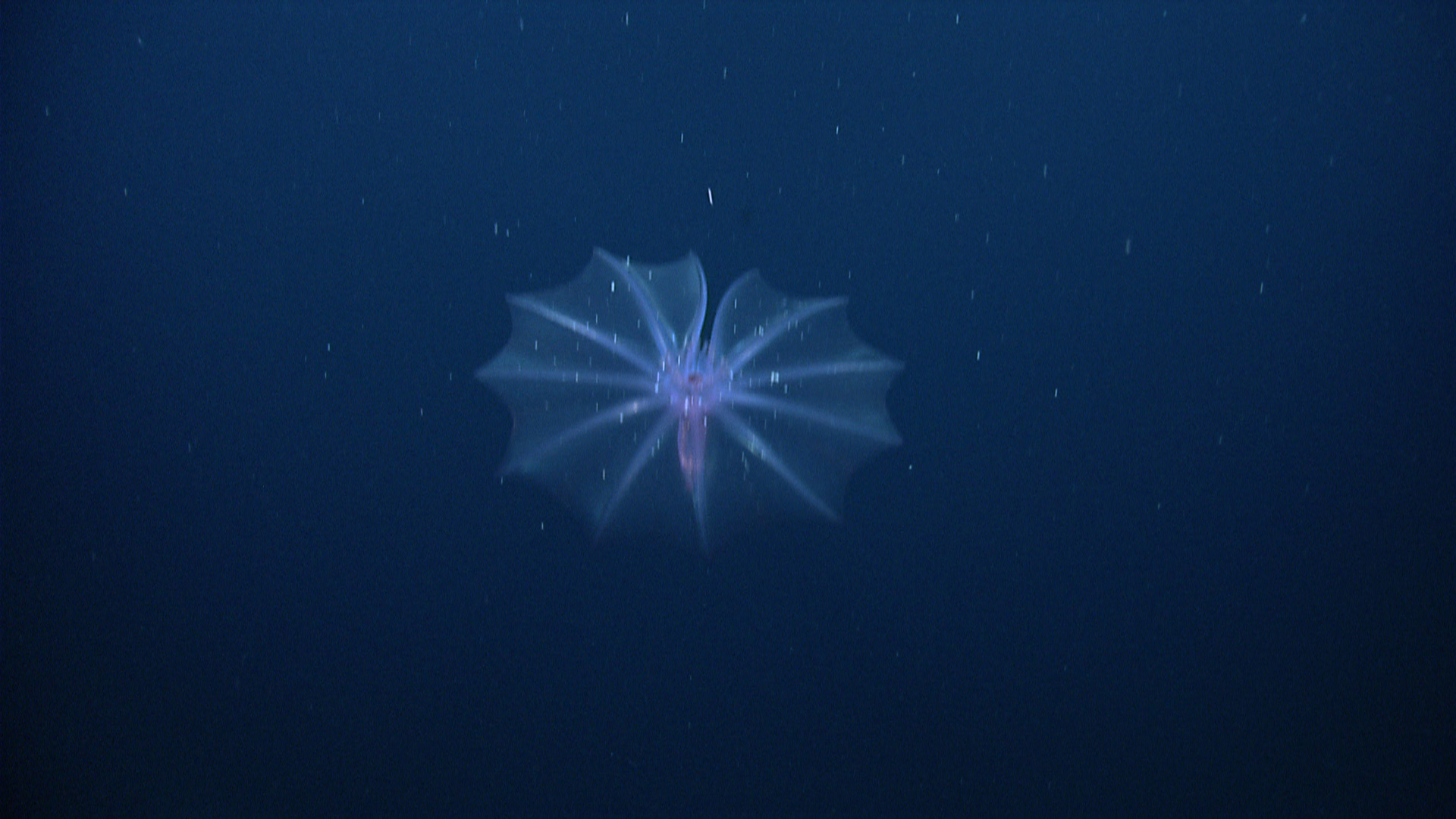
Le seul échinoderme pélagique connu à ce jour : le mystérieux Pelagothuria natatrix, observé dans les abysses au large des îles Galápagos.

Ces holothuries ont un corps translucide et extrêmement gélatineux, composé à plus de 90% d'eau, ce qui leur permet d'avoir un poids très faible dans l'eau. Les holothuries du genre Enypniastes sont capables de nager un moment avant de retomber sur le fond : elles sont donc « benthopélagiques ». À l'inverse, Pelagothuria natatrix (la seule espèce connue de son genre) est la seule holothurie complètement pélagique connue : elle vit en suspension permanente dans la colonne d'eau, et ressemble à une méduse.
Cette famille se distingue au sein de son ordre par le fait que les tentacules sont directement connectés au canal circulaire hydrostatique principal, alors que chez les autres familles de l'ordre des Elasipodida ils sont connectés aux canaux radiaires. Ces holothuries sont dépourvues de spicules calcaires et de couronne péripharyngienne.
L'analyse génétique de cette très petite famille confirme sa monophylie, et le groupe le plus proche semble être la famille des Laetmogonidae, en dépit des affinités morphologiques avec les Psychropotidae. 

## Liste des genres
Selon World Register of Marine Species (21 mars 2017) :
- genre Enypniastes Théel, 1882 (1 à 5 espèces)
- genre Pelagothuria Ludwig, 1893 (1 espèce)

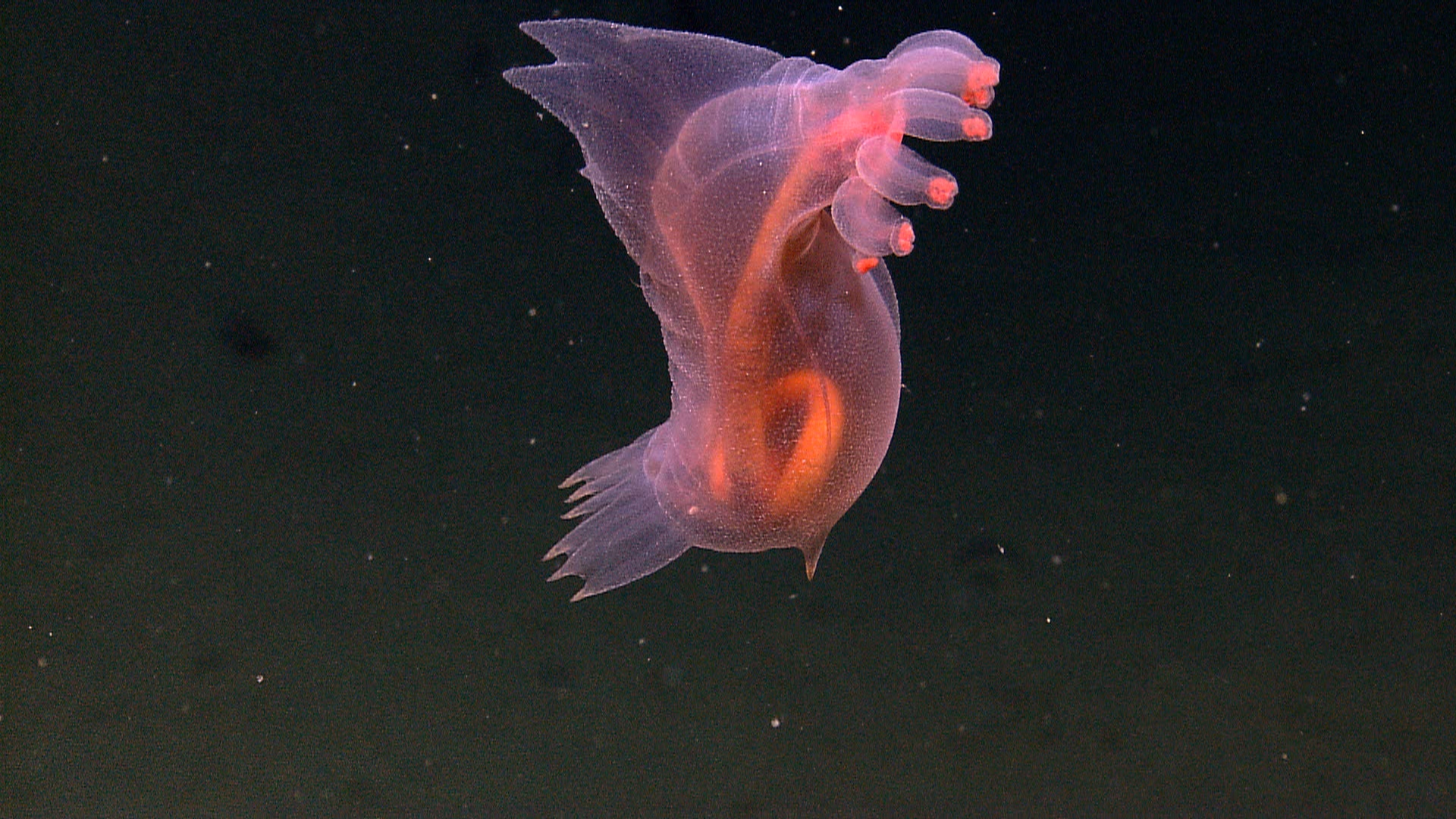
Enypniastes cf. eximia
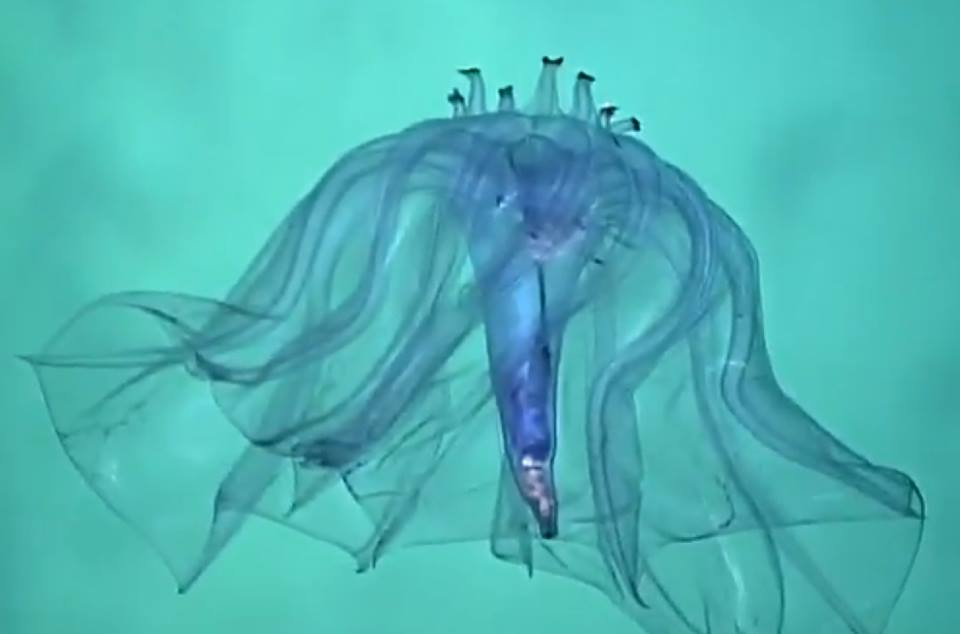
Pelagothuria natatrix